# Paolo Uccello
Paolo Uccello (Florence, ca. 1397 – Florence, 10 december 1475) was een belangrijke Italiaanse kunstschilder en wiskundige uit de vroegrenaissance. Hij verrichtte baanbrekend werk op het terrein van lijnperspectief in de kunst.
Paolo Uccello werkte in de overgangsperiode van Internationale gotiek naar vroegrenaissance. Hij benadrukte kleur en praal in plaats van het klassieke realisme waarin andere kunstenaars baanbrekend waren. Zijn eigenzinnige stijl had nauwelijks volgelingen. Zijn latere reputatie als een zonderlinge, door perspectief geobsedeerde kluizenaar is vooral beïnvloed door Giorgio Vasari die in diens Vite enigszins een karikatuur van hem schilderde.

## Leven

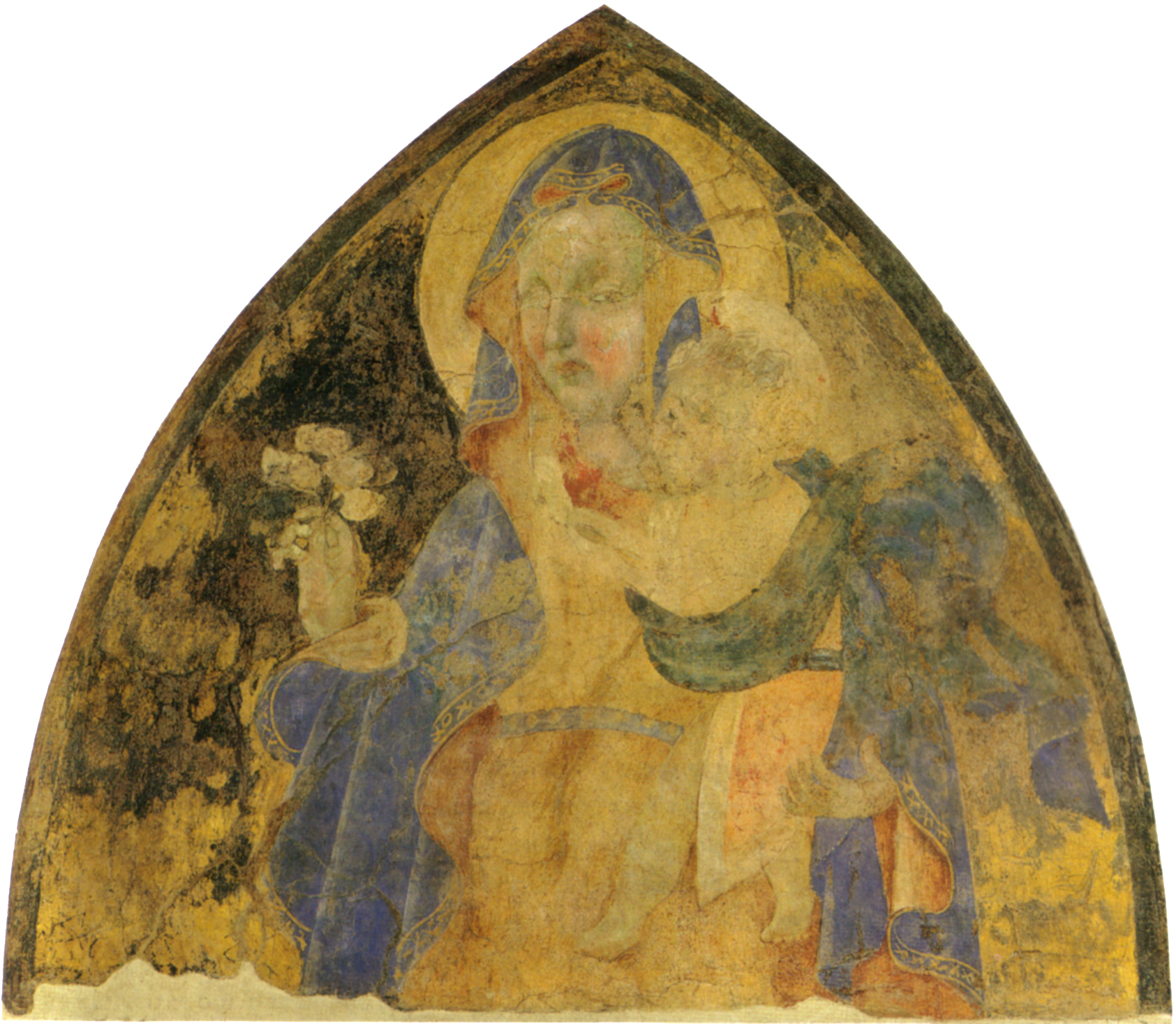
Een van Uccello's vroegste werken: Maria met Kind, ca. 1415-1420, fresco, Museo di San Marco, Florence

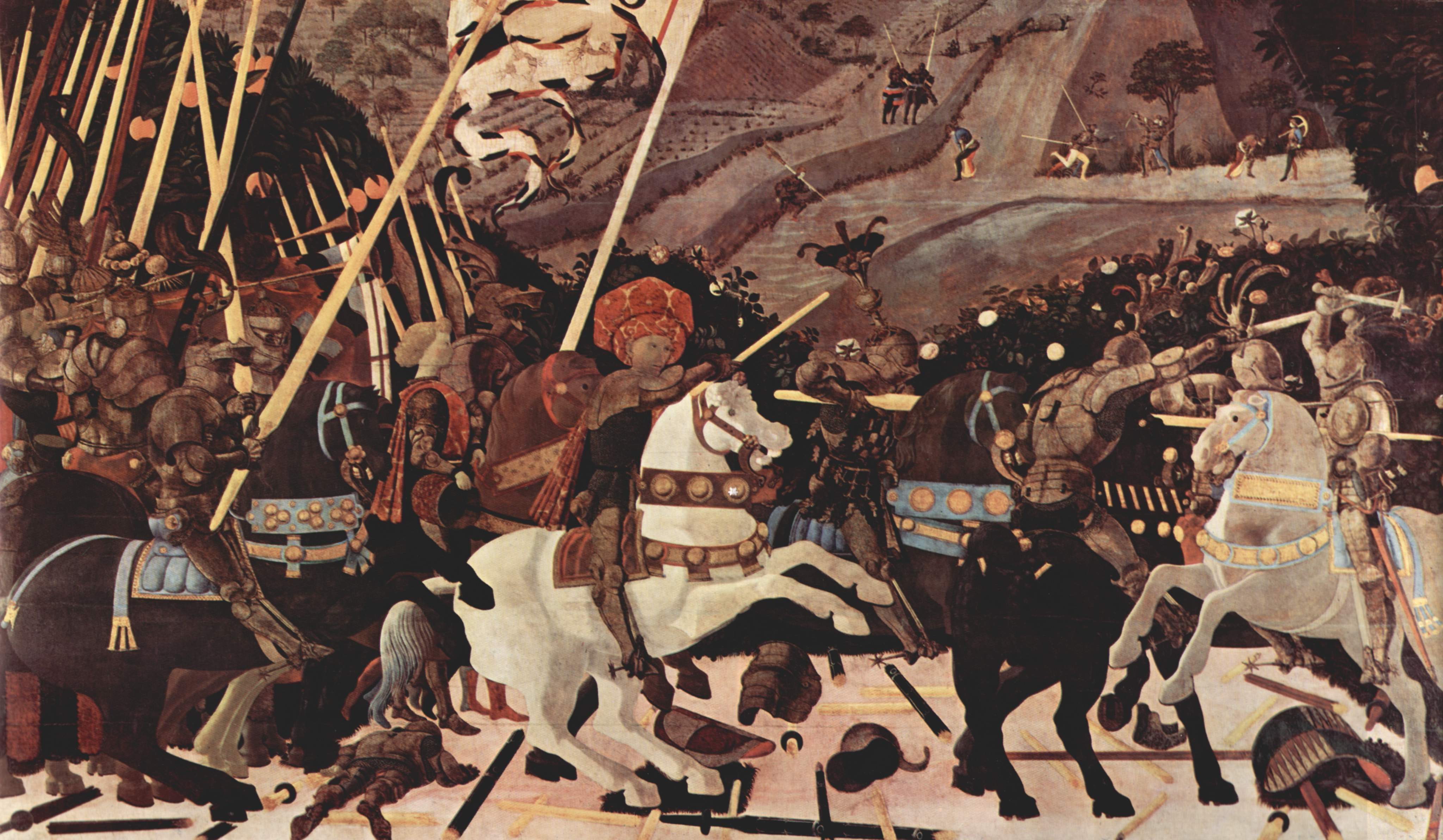
Niccolò Mauruzi da Tolentino tijdens de Slag om San Romano, ca. 1438-1440, tempera en olieverf op populierenhout, National Gallery, Londen

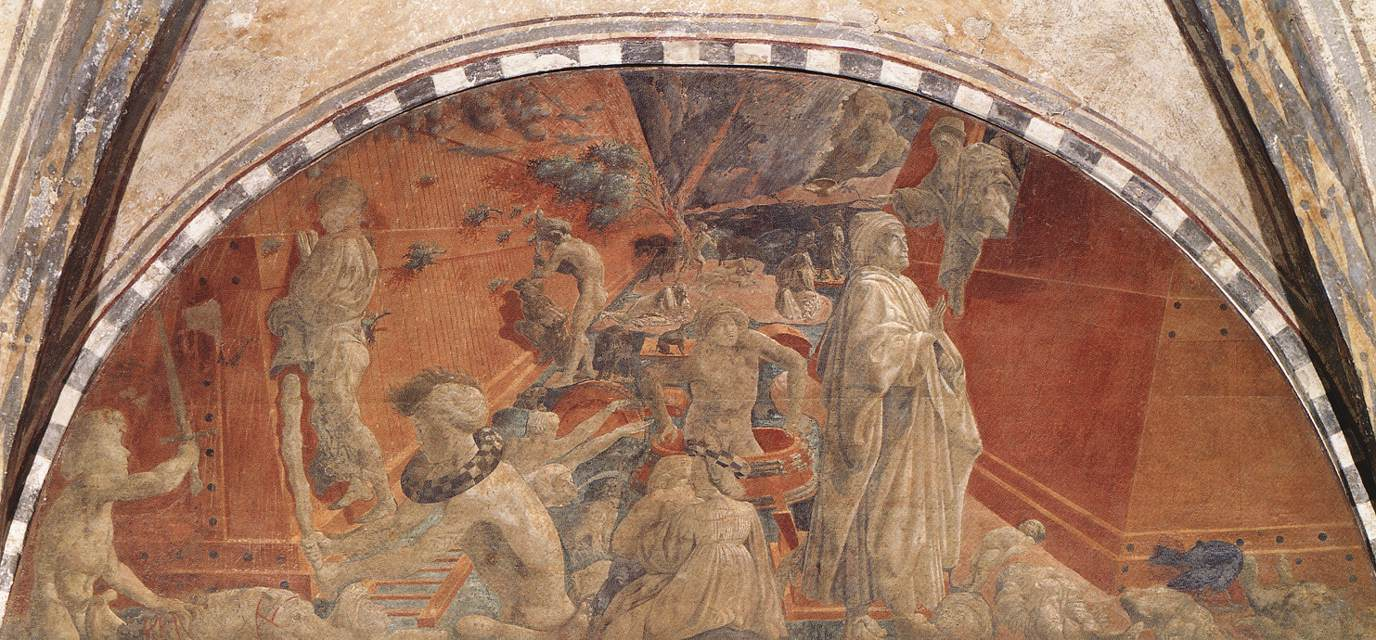
De zondvloed, ca. 1447, fresco, Santa Maria Novella, Florence

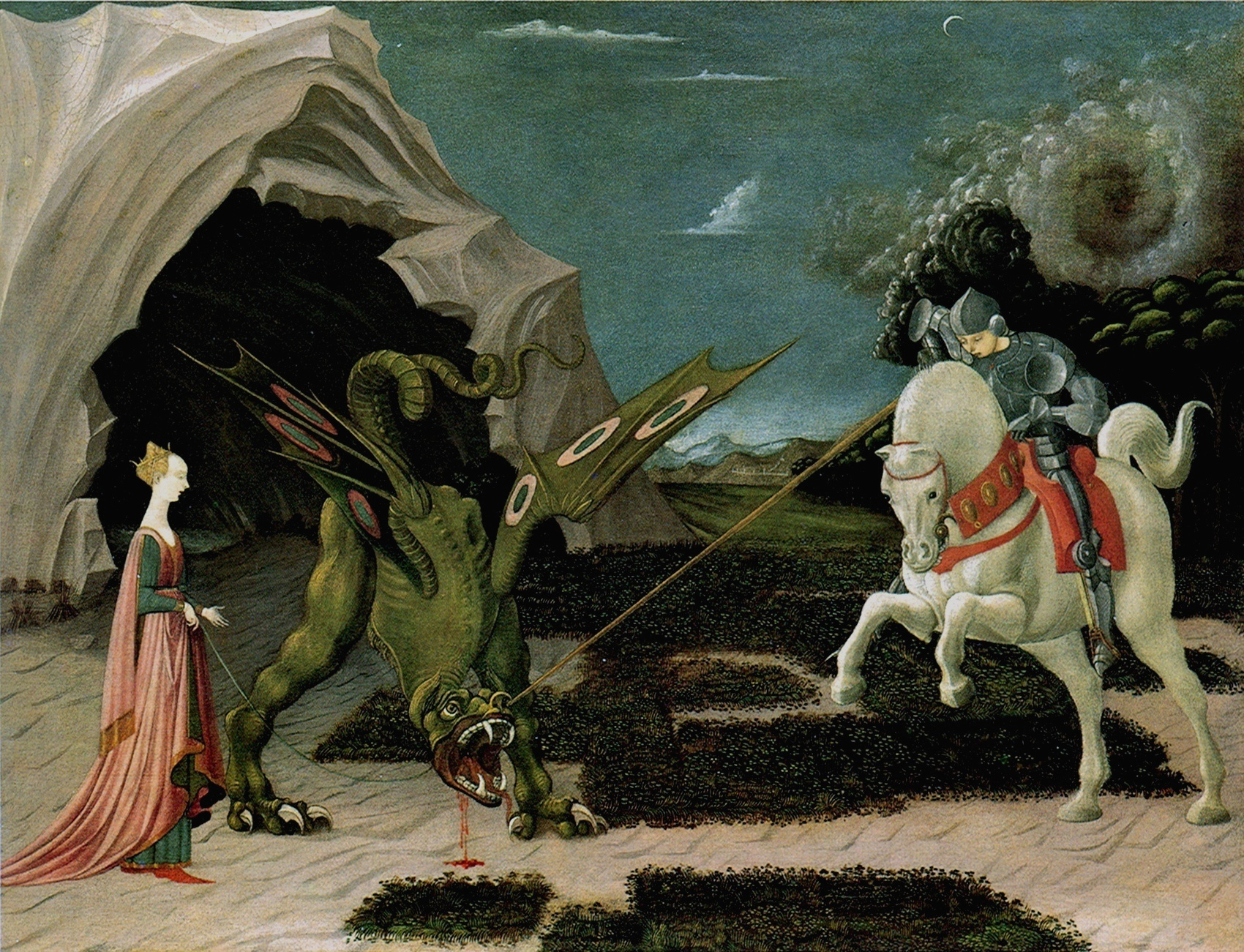
Sint-Joris en de draak, ca. 1460-1470, tempera op doek, National Gallery, Londen

De jacht in het bos, ca. 1470, tempera op hout, Ashmolean Museum, Oxford

Paolo di Dono, bijgenaamd Uccello, werd waarschijnlijk rond 1397 in Florence geboren. Dit valt af te leiden uit de leeftijden die hij in de loop der jaren vermeldde bij zijn belastingaangiften. Soms leiden de opgegeven leeftijden echter tot andere geboortejaren, zoals 1396 of 1400. Zijn vader Dono di Paolo was een barbier-chirurgijn uit Pratovecchio, die sinds 1373 een ingezetene van Florence was. Uccello's moeder, Antonia de Giovanni Castello del Beccuto, was afkomstig uit een welvarende Florentijnse familie in de parochie Santa Maria Maggiore. Ze waren in 1387 getrouwd. Over de jeugd van Uccello is verder niets bekend. Zijn bijnaam Uccello ("vogel") had hij volgens Giorgio Vasari gekregen omdat hij graag dieren schilderde en dan vooral vogels.
Vanaf 1407 was Uccello garzone of assistent-leerjongen in de werkplaats van de beeldhouwer Lorenzo Ghiberti, die rond die tijd bezig was met de noordelijke deuren van het Baptisterium in Florence, die in 1424 zouden werden geplaatst. Hij maakte hier kennis met onder anderen Donatello en Masolino. Uccello lijkt vanaf 1412 een steeds belangrijkere positie in het atelier te hebben ingenomen. In 1414 werd hij lid van het Sint-Lucasgilde van Florence en in 1415 werd hij ingeschreven bij het belangrijke gilde Arte dei Medici e Speziali, waar alle beroemde schilders sinds Giotto lid van waren. Waarschijnlijk in 1416 verliet hij het atelier van Ghiberti om als zelfstandig kunstenaar te gaan werken. Ghiberti zou hem ook later blijven steunen en aan opdrachten helpen.
Er zijn weinig werken uit zijn beginperiode die met enige zekerheid aan Uccello worden toegeschreven. Uit zijn vroege werken is af te leiden dat hij rond 1418-1419 studiereizen maakte naar onder andere Pisa, voor de fresco's in het Camposanto, en naar Siena, waar hij het werk kon zien van onder anderen Ambrogio Lorenzetti, die door Ghiberti bewonderd werd. Rond 1420 werkten de Florentijnse kunstenaars in verschillende, contrasterende stijlen en het was mede daardoor voor Uccello lastig om in dit artistieke milieu zijn plaats te vinden. Rond 1424-1425 schilderde hij twee fresco's van taferelen uit Genesis in de Chiostro Verde ("Groene Kloostergang") in de Santa Maria Novella, de plek waar hij ruim twintig jaar later zijn beroemde fresco's van de zondvloed schilderde.
In de jaren 1425-1430 verbleef Uccello in Venetië om mee te werken aan de voltooiing van de mozaïeken van de San Marco, mogelijk op aanbeveling van Ghiberti die in 1424-1425 Venetië bezocht. Rond deze tijd werden ook de mozaïeken in het Baptisterium in Florence gerestaureerd en Uccello kan daar ervaring hebben opgedaan. Hij zou in Venetië een zegenende Petrus hebben gemaakt die verloren is gegaan, maar zichtbaar is op een schilderij van Gentile Bellini. Het is niet precies bekend wanneer Uccello terugkeerde, maar hij was in elk geval op 31 januari 1431 terug in Florence, want op die datum leverde hij persoonlijk zijn belastingaangifte in.
Na zijn terugkeer kreeg Uccello in Florence meerdere belangrijke opdrachten, waaronder altaarstukken en fresco's. De grotendeels verloren gegane fresco's bevonden zich onder andere in de Loggia dei Peruzzi (De vier elementen), de Santa Trinita (Het leven van de heilige Franciscus) en de Santa Maria degli Angeli (Het leven van de heilige Benedictus). Rond 1434-1435 maakte hij een begin met de nog bestaande frescocyclus in de Cappella dell'Assunta in de kathedraal van Prato, die werd voltooid door Andrea di Giusto. Vervolgens maakte hij in Florence enkele van zijn bekendste werken: het fresco met het ruiterportret van John Hawkwood in de kathedraal van Florence (gesigneerd en gedateerd 1436), en de drie panelen van De Slag om Romano uit circa 1438 voor een lid van de familie Bartolini Salimbeni. Uit dezelfde periode stamt een fresco met De geboorte van Christus (1437) in de karmelieter San Martino Maggiore in Bologna, waarvan fragmenten bewaard zijn gebleven.
Vanaf 1440 spreekt uit zijn werk een hernieuwde belangstelling voor het beeldhouwwerk van zijn vriend Donatello. In 1443 kreeg hij nieuwe opdrachten voor de Duomo. Hij maakte ontwerpen (kartons) voor drie gebrandschilderde ramen met De verrijzenis, de De geboorte van Christus en De annunciatie en hij schilderde in de kathedraal een wijzerplaat met op de hoeken vier koppen, mogelijk van de vier evangelisten. In 1445 maakte hij voor de Casa Vitaliani in Padua muurschilderingen van Giganten, die verloren zijn gegaan. Hij kreeg deze opdracht waarschijnlijk via Donatello die toen in die stad aan het werk was. Dit werk werd bewonderd door onder anderen Andrea Mantegna.
In de Chiostro Verde van de Santa Maria Novella in Florence schilderde Uccello rond 1447 de eerder genoemde fresco's van de zondvloed, waarin hij experimenteerde met afwijkende perspectiefconstructies. Deze werden gevolgd door de frescocyclus met Taferelen uit het kloosterleven, een Kruisiging en andere werken in de San Miniato al Monte, waaraan hij zo'n tien jaar werkte. Rond 1449 maakte hij enkele "kleine werken" voor Giovanni Rucellai.
In de periode 1465-1469 was Uccello met tussenpozen in Urbino, waar hij werkte voor het machtige Broederschap van het Corpus Domini. In 1467 kreeg hij van hen de opdracht een altaarstuk te schilderen, maar hiervan heeft hij alleen de predella met Het mirakel van de ontwijde hostie uitgevoerd, waarna hij om onbekende redenen zijn opdracht teruggaf. Nadat ook Piero della Francesca in 1469 de opdracht geweigerd had, werd het bijbehorende hoofdpaneel met De communie van de apostelen ten slotte rond 1473 uitgevoerd door Justus van Gent.
Aan het eind van zijn carrière schilderde Uccello ook enkele bekende werken, waaronder een Sint-Joris en de draak (National Gallery, Londen) en Het leven van de heilige vaders, twee schilderijen op doek. Een ander laat werk is het langwerpige paneel met De jacht in het bos in het Ashmolean Museum in Oxford.
De laatste betaling voor een werk van Uccello is 25 augustus 1474 gedateerd. Nadat hij op 11 november 1475 zijn testament had laten opstellen, overleed hij een maand later. Op 12 december 1475 werd hij begraven in de Santo Spirito in Florence in de familiecrypte die hij in 1425 voor zijn vertrek naar Venetië had uitgekozen.

## Werk

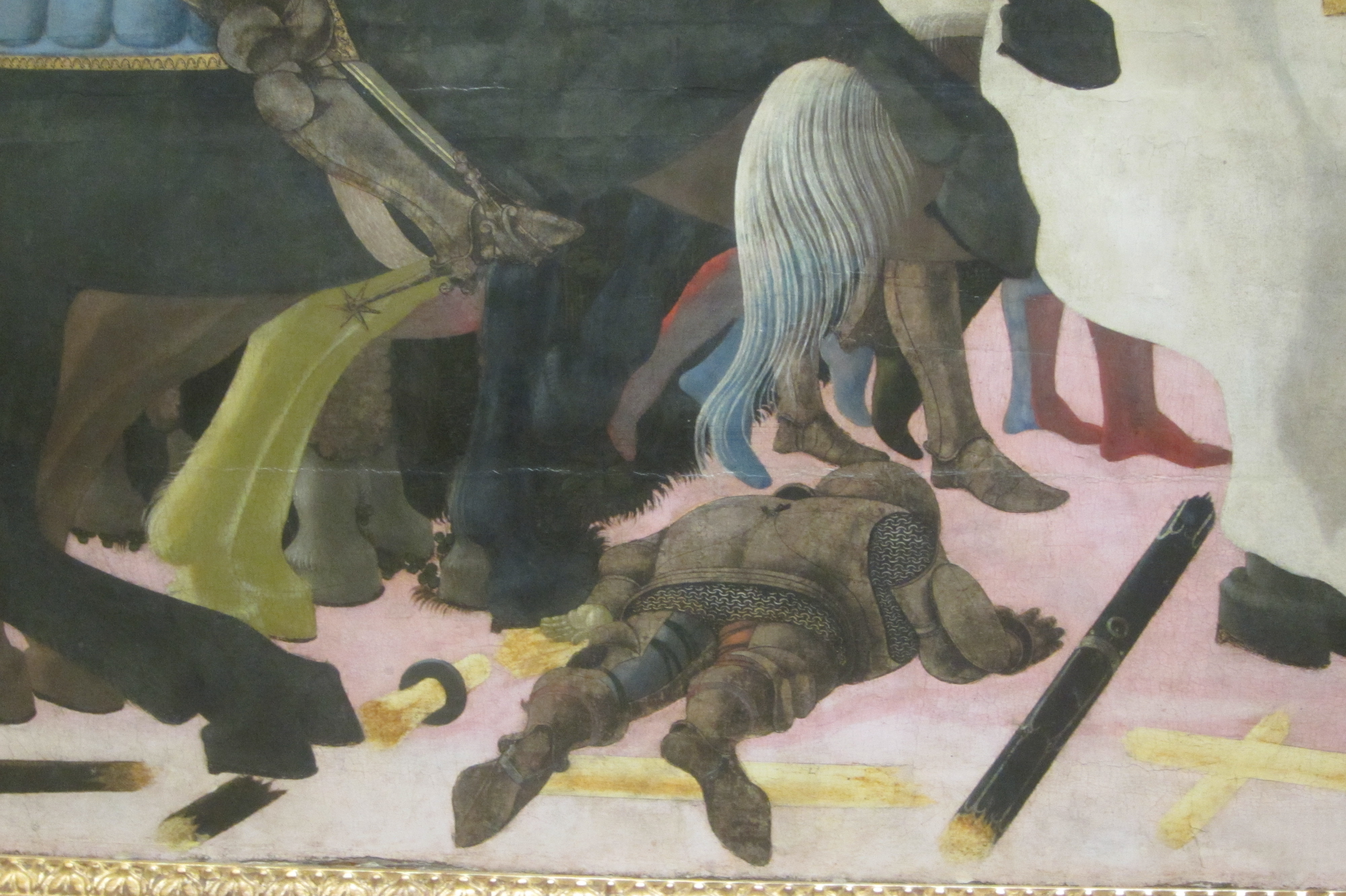
Detail van de De Slag om San Romano met lansen en soldaten gericht naar het verdwijnpunt

### Perspectief
Paolo Uccello was van groot belang door zijn pionierswerk op het gebied van de geometrisch geconstrueerde lijnperspectief. Deze methode was rond 1420 geperfectioneerd door Filippo Brunelleschi. Uccello onderzocht hiervan de mogelijkheden en probeerde de grenzen ervan op te zoeken. Uccello's belangstelling voor perspectief wordt uitgebreid besproken door Giorgio Vasari, die aan hem de uitspraak toeschreef: "Oh che dolce cosa è questa prospettiva!" ("O, wat is die perspectief toch iets heerlijks!"). Vasari's Vite, waarvan de eerste editie 75 jaar na Uccello's dood verscheen, was niet alleen een kunstgeschiedenis, maar gebruikte de kunstenaars ook als voorbeelden van hoe het volgens hem wel of niet moest. Vasari presenteerde Uccello als het voorbeeld van de kunstenaar die zijn talent verspilde door zich te veel op een aspect van het schilderen te concentreren, namelijk de perspectief, en andere onderdelen, zoals de figuren, te verwaarlozen. Vasari vond zijn werk daardoor niet harmonieus, doordat de complexe perspectivische constructies perfect waren uitgewerkt, terwijl de figuren in zijn ogen soms lachwekkend slecht waren. Donatello, die met Uccello bevriend was, zou tegen hem hebben gezegd dat al die spitsvondige perspectiefstudies alleen nuttig waren voor schrijnwerkers die intarsia-meubelen vervaardigden, niet voor schilders.

### Voornaamste werken
Tot zijn bekendste werk horen de drie schilderijen op hout die fasen uit De slag om San Romano weergeven. Dit was een beslissende veldslag in 1432 tussen de stadstaten Siena en Florence die in het voordeel van Florence beslecht werd. Hierdoor werden de Florentijnen heersers over Toscane. In deze werken blijkt duidelijk Uccello's passie voor het perspectief als hij zelfs de gevallen lansen op het slagveld richt en de soldaten laat sneuvelen naar een denkbeeldig verdwijnpunt toe. Het afgebeelde werk is te bewonderen in de Londense National Gallery. De andere twee werken bevinden zich in het Parijse Louvre en de Florentijnse Uffizi. De drie werken werden tussen 1456 en 1460 vervaardigd.

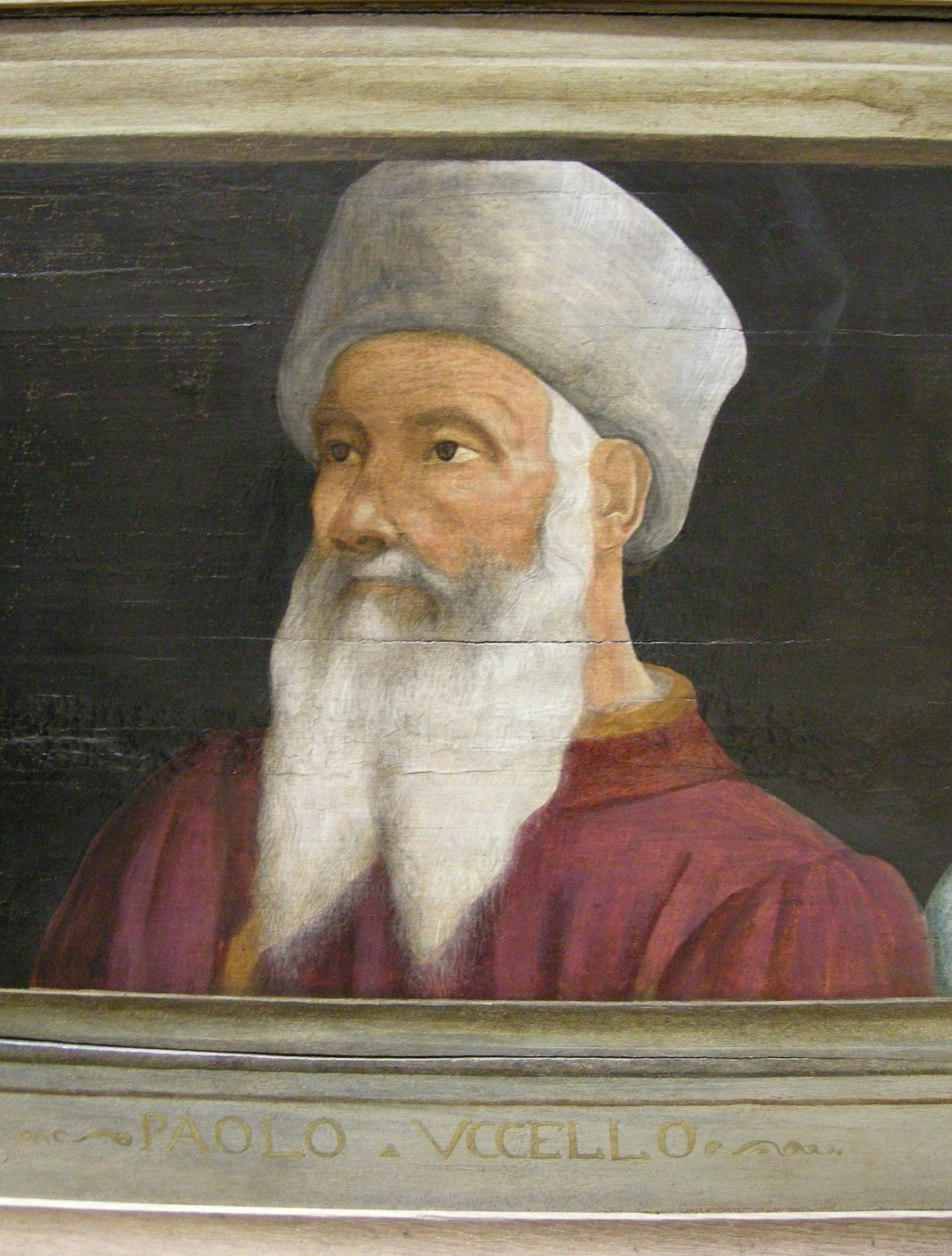
Fantasieportret van Uccello door een onbekende Florentijnse meester, vroeger ten onrechte beschouwd als een zelfportret, 16e eeuw, Louvre